# NGC 1372
NGC 1372 是波江座的一個星系。它直径约为7.4万光年，距离银河系有4.09亿光年。该天体于1885年11月12日由美国天文学家法蘭斯·萊文沃思发现。